# Legalize It (мініальбом)
Legalize It — п'ятий мініальбом реп-рок гурту Kottonmouth Kings, виданий лейблом Subnoize Records 19 квітня 2011. Посів 39-ту сходинку американського чарту iTunes.
Початкова дата релізу, 20 квітня (4/20 за американським форматом запису), є посиланням на 420 — термін, що використовується в північноамериканській наркотичній субкультурі для позначення популярного часу куріння марихуани.

## Список пісень
| #  | Назва          | Тривалість |
| -- | -------------- | ---------- |
| 1. | «Stonetown»    | 4:45       |
| 2. | «My Garden»    | 5:03       |
| 3. | «Rise Above»   | 4:11       |
| 4. | «Soon Come»    | 5:04       |
| 5. | «Ganja Daze»   | 4:58       |
| 6. | «Defy Gravity» | 4:55       |